# Zander-Klasse
Die Zander-Klasse ist eine Serie von sechs Reedeschleppern des Projekts 414, die für die Volksmarine entwickelt und gebaut wurde. Die Bundesmarine hat 1990 drei Einheiten als Klasse 660 übernommen.

## Allgemeines
Das Projekt 414 wurde als Ersatz für die Schleppboote der Elbe- und Warnow-Klasse in Auftrag gegeben. Von den ursprünglich geplanten 30 Einheiten sind letztendlich sechs Schlepper gebaut worden. Von 1985 bis 1988 war auch die Bagger-, Bugsier- und Bergungsreederei Rostock am Projekt beteiligt, sie konnte ihre Neubauten aber nicht finanzieren.
Die Schlepper wurden nach eigenem Entwurf vom VEB Yachtwerft Berlin gebaut. Für die anschließende Endausrüstung wurden die halbfertigen Neubauten zum VEB Volkswerft Stralsund überführt.
Der eisverstärkte Rumpf ist aus Stahl gefertigt und wird durch vier Schotte in fünf Abteilungen unterteilt. Angetrieben werden die Schlepper von einem Schiffsdieselmotor des VEB Schwermaschinenbau „Karl Liebknecht“, der auf einen Verstellpropeller in einer Kortdüse wirkt. Bei einer Antriebsleistung von 530 kW werden eine Geschwindigkeit von 11 kn und ein Pfahlzug von 12 tbp erreicht.
Die Zander-Klasse ist für Einsätze in küstennahen Gewässern und eine Seeausdauer von acht Tagen ausgelegt. Als Schlepper sind die Schiffe mit einem Schleppgeschirr, einem Schiffskran, einem Feuerlöschmonitor und einem Beiboot ausgerüstet.

## Einheiten
| Projekt-Nr. | Baunummer | Bauname         | Lebenslauf |
| ----------- | --------- | --------------- | --- |
| 414.1       | 1381.1    | Zander (A 45)   | • Indienststellung am 25. Mai 1989 für die 4. Flottille • 1990 Übernahme durch die Bundesmarine als Klasse 660/05 und umbenannt in Wustrow (Y 1656) • Außerdienststellung am 24. November 2010 • 2011 Verkauf nach Griechenland                                                                                                   |
| 414.2       | 1381.2    | Kormoran (A 68) | • Indienststellung am 12. Dezember 1989 für die 6. Flottille • 1990 Übernahme durch die Bundesmarine als Klasse 660/07 und umbenannt in Dranske (Y 1658) • Außerdienststellung am 22. März 2010 • März 2011 mit Schlepper Baltsund zur Überholung nach Frederikshavn • Seit 2012 als Tugelite (IMO 8922565) in Belize registriert |
| 414.3       | 1381.3    | Delphin (A 47)  | • Indienststellung am 29. Juni 1990 für die 1. Flottille • 1990 Übernahme durch die Bundesmarine als Klasse 660/02 und umbenannt in Koos (Y 1651) • Außerdienststellung am 28. September 1995 • Seit 1995 als TCG Aksaz (A-583) bei der türkischen Marine im Dienst                                                               |
| 414.4       | 1381.4    | Hai             | • Am 3. Oktober 1990 übernommen, aber nicht in Dienst gestellt • 1990 verkauft nach Belgien und umbenannt in Karl Heinz 1 (IMO 8872203) • Seit ~2000 als T-001 für die Marine von Suriname im Dienst |
| 414.5       | 1381.5    | Albatros        | • Zunächst bei der Volkswerft Stralsund als Jan in Dienst • 2001 Umbau zur Yacht bei Constructions Mécaniques de Normandie und danach als Louise (IMO 9139189) in Cannes beheimatet • 2006 Umfassende Modernisierung und seitdem als Charteryacht Alter Ego (ex-Bulldog W) im westlichen Mittelmeer stationiert                   |
| 414.6       | 1381.6    | Hecht           | • 1992 Verkauf nach Belgien als Andrea • 1999 Umbau zur Yacht bei Constructions Mécaniques de Normandie und danach als Anata (IMO 9139191) in Belgien registriert • Seit 2004 kann das Schiff als Amnesia von Phuket aus gechartert werden                                                                                        |